# Ulveham
Az Ulveham (magyarul: Farkasbőr) a norvég Gåte együttes dala, mellyel Norvégiát képviselték a 2024-es Eurovíziós Dalfesztiválon Malmőben. A dal 2024. február 3-án, a norvég nemzeti döntőben, a Melodi Grand Prix-n megszerzett győzelemmel érdemelték ki a dalversenyen való indulás jogát. Ez volt az első norvég nyelvű dal az Eurovíziós Dalfesztiválon a 2006-os verseny óta.

## Eurovíziós Dalfesztivál
2024. január 5-én vált hivatalossá, hogy az együttes dala is bekerült a Melodi Grand Prix nemzeti döntő mezőnyébe. A dal február 3-án megnyerte a dalválasztó műsort, ahol a nemzetközi zsűri, valamint a nézői szavazatok együttese alakította ki a végeredményt. A zsűrinél a második, míg a közönség listáján az első helyet érték el, ezzel összesítésben megnyerték a versenyt, így ez a dal képviselhette Norvégiát az Eurovíziós Dalfesztiválon.
A dalt először a május 9-én rendezendő második elődöntőben fellépési sorrendben tizenötödikként adták elő, az Izraelt képviselő Eden Golan Hurricane című dala után és a Hollandiát képviselő Joost Klein Europapa című dala előtt. Az elődöntőből tizedik helyezettként továbbjutottak a május 11-i döntőbe, ahol fellépési sorrendben tizennegyedikként léptek fel, az Egyesült Királyságot képviselő Olly Alexander Dizzy című dala után és az Olaszországot képviselő Angelina Mango La noia című dala előtt. A zsűri szavazáson a huszonharmadik helyen végeztek 12 ponttal, míg a nézői szavazáson a huszonnegyedik helyen végeztek 4 ponttal, így összesítésben 16 ponttal a verseny huszonötödik, utolsó helyezettjei lettek. Ez a rekordszámú tizenkettedik alkalom volt a dalfesztiválok történetében, hogy a norvég dal a döntő utolsó helyén zárt.
A következő norvég induló Kyle Alessandro Lighter című dala volt a 2025-ös Eurovíziós Dalfesztiválon.

## Háttér
A Gåte ezzel a dallal egy modern interpretációt készített egy norvég középkori balladáról, amely Møya i ulveham (A farkasbőrbe bújt szobalány) néven ismert. Az eredeti lírai tartalom egy 19. század közepi telemarki kéziratból származik, amely a Vest-Telemark dialektus egyik jellegzetes változatát tükrözi. A dalban több versszak megegyezett az eredeti kéziratban találhatóakkal. A dalban a strófákat átstrukturálták és a nyelvezetüket leegyszerűsítették, közelebb kerülve a szabványosított felső norvéghoz vagy a nynorskhoz.
A Møya i ulveham egy fiatal lány történetét meséli el, akit a gonosz mostohaanyja tűvé, késsé, majd karddá változtat. Az emberek azonban ezek ellenére továbbra is kedvelik őt minden egyes átalakulása során, ezzel még jobban feldühítve a mostohaanyját. Ezért, hogy még jobban megbüntesse, a mostohaanya farkassá változtatja a lányt. A történet úgy végződik, hogy a terhes mostohaanyára lecsap a farkas. Az átok feloldására a farkas a mostohaanyja vérét megissza, amely a meg nem született féltestvére vérét is tartalmazza.
Az Ulveham egy hagyományos kulninggal kezdődik, amely tradicionálisan a haszonállatokhoz szóló terelőhívás volt. Ez a hang egy 20. század eleji felvételről származik, amelyet Marit Jensen Lillebuen népdalénekes adott elő. A zenei kompozícióban az elektronikus ütemek és a különféle hangszerek, például a nyckelharpa, elektromos gitárok és dobok is szerepelnek.
A dán és svéd hagyományokban is elterjedtek a hasonló balladák. A különböző narratívák a kultúrák közötti rezonanciára hívják fel a figyelmet: a dán feldolgozás a Jomfruen i ulveham (A szűz farkasbőrben) címet viseli, míg a svéd változatban, ahol egy fiatal férfi farkassá változik át a Den förtrollade riddaren (A megbabonázott lovag) című filmben.